# Leigh Silverman
Leigh Silverman es una directora estadounidense de teatro, tanto off-Broadway como de Broadway. Fue nominada para el Premio Tony 2014, Mejor Dirección de un Musical por el musical Violet y el Premio Drama Desk 2008, Director Destacado de una Obra por la obra From Up Here.

## Biografía
Silverman nació en Rockville, Maryland. Su madre murió cuando ella tenía 13 años. fue a la escuela secundaria en Washington D. C. y asistió a la Universidad Carnegie Mellon, donde obtuvo una licenciatura (Bachelor of Fine Arts) en Dirección y un master en Dramaturgia.
Tras graduarse, realizó una pasantía en el  New York Theatre Workshop (Taller de Teatro de Nueva York). Silverman señala: "Puedo decir, sin duda, que la mayoría, si no todas, de mis importantes relaciones teatrales surgieron de el tiempo que estuve en el New York Theatre Workshop".

### Carrera
Silverman dirigió la obra de Lisa Kron Well off-Broadway en The Public Theatre; la obra estuvo en cartel desde marzo hasta mayo de 2004. También dirigió Well en Broadway en 2006. Entre otros premios, la obra fue nominada para el premio Outer Critics Circle Award, Outstanding Off-Broadway Play. Dirigió la obra de Kron In the Wake en su estreno en el Teatro Kirk Douglas en Los Ángeles, California en marzo de 2010. También dirigió In the Wake en el Teatro Público en noviembre de 2010.
Ha dirigido muchas obras off-Broadway, incluida Blue Door de Tanya Barfield en 2006 en Playwrights Horizons, por la que fue nominada al Premio Audelco a la Mejor Dirección. El crítico del New York Times escribió que la obra había sido "dirigida cuidadosamente por Leigh Silverman". Dirigió From Up Here, de Liz Flahive en el escenario I Del City Center Stage off-Broadway de The Manhattan Theatre Club en 2008, y recibió una nominación al premio Drama Desk Award de 2008 como directora destacada de una obra. Dirigió también Go Back to Where You Are de David Greenspan en el Teatro Peter Jay Sharp de Playwrights Horizons off-Broadway, que se estrenó en marzo de 2011. Recibió el Premio Obie 2011, como directora, por Back to Where You Are (Regresa a donde estás) e In the Wake.
En Broadway, fue directora adjunta del musical Never Gonna Dance en 2003. Dirigió Chinglish de David Henry Hwang en el Goodman Theatre de Chicago de junio a julio de 2011, y en Broadway en octubre de 2011. Fue nominada a los premios Joseph Jefferson como directora de la producción de Chinglish en Goodman Theatre.
Silverman dirigió el estreno de Cardboard Piano de Hansol Jung en el Humana Festival of New American Plays 2016 en Louisville, Kentucky. Dirigió también la reposición del musical Violet en Broadway para la Roundabout Theatre Company en 2013 y recibió una nominación al Premio Tony como Mejor Directora. El crítico de USAToday escribió que el musical había sido "silenciosamente conmovedor y amorosamente escenificado por el director Leigh Silverman".
Silverman dirigió Bright Half Life, una nueva obra de Tanya Barfield en el Women's Project Theatre off-Broadway en febrero de 2015. Esta era la tercera vez que Silverman y Barfield trabajaban juntas. (Anteriormente había dirigido The Call de Barfield en 2013 y Blue Door en 2006.)
Dirigió el estreno mundial de la obra de Neil Laute The Way We Get By en el Second Stage Theatre off-Broadway, que se estrenó el 19 de mayo de 2015 y bajó el telón el 21 de junio. El reparto estaba protagonizado por Thomas Sadoski y Amanda Seyfried. También dirigió la producción off-Broadway Encores!, The Wild Party de Andrew Lippa en julio de 2015, protagonizada por Sutton Foster y Steven Pasquale. Dirigió otra obra de LaBute, All the Ways to Say I Love You, que se presentó off-Broadway del 28 de septiembre al 23 de octubre de 2016 y contó con  Judith Light cómo protagonista de esta obra en solitario.
Dirigió la reposición off-Broadway del musical Sweet Charity, que se estrenó en el Pershing Square Signature Center el 2 de noviembre de 2016 (preestreno) y se prolongó hasta el 23 de diciembre. El musical fue protagonizado por Sutton Foster.
Para el  Roundabout Theatre's Underground, dirigió On the Exhale de Martin Zimmerman, que se estrenó off-Broadway en el Harold and Miriam Steinberg Center for Theatre el 7 de febrero de 2017 (preestreno) y se prolongó hasta el 2 de abril. Esta obra contó con Marin Ireland como protagonista en solitario.
En 2017 también dirigió el estreno mundial de Hurricane Diane de Madeleine George en el Two River Theatre de Nueva York. El elenco incluía a Mia Barron (Sandy Fleischer), Becca Blackwell (Diane), Nikiya Mathis (Renee Shapiro-Epps), Danielle Skraastad (Pam Annunziata) y Kate Wetherhead (Beth Wann). En septiembre de ese mismo año, Silverman dirigió el estreno mundial de Wild Goose Dreams de Hansol Jung en La Jolla Playhouse en San Diego.
En 2018, dirigió para el Minetta Lane Theatre el monólogo Harry Clarke de David Cale con Billy Crudup en el papel principal.
También dirigió el estreno mundial del musical Soft Power de David Henry Hwang en el Teatro Ahmanson de mayo a junio de 2018. La producción fue presentada por Center Theatre Group en asociación con East West Players, y contó con música de Jeanine Tesori y coreografía de Sam Pinkleton.
En 2022, Silverman apareció en el libro 50 Key Figures in Queer US Theatre, con un perfil escrito por la académica de teatro Bess Rowen.

### Premios y reconocimientos
- 2022 Drama League, Mejor dirección de un musical, SUFFS, nominada
- Premio Tony 2014, Mejor dirección de un musical, Violeta, nominada
- Premio Obie 2011, Dirección, In the Wake, ganadora
- Premio Obie 2011, Dirección, Regresa a donde estás, ganadora
- Premio Drama Desk 2008, Director destacado de una obra, From Up Here, nominada
- 2007 Nominación al Premio Audelco, Director, Blue Door, nominada